# As Falls Wichita, So Falls Wichita Falls
Albums de Pat Metheny et Lyle Mays
80/81
(1981) Rejoicing
(1983)
As Falls Wichita, So Falls Wichita Falls est un album de Pat Metheny et Lyle Mays enregistré en septembre 1980 à Oslo (Norvège) pour le label ECM.
Le titre, soufflé par Steve Swallow à Metheny, fait référence aux villes américaines de Wichita au Kansas et Wichita Falls au Texas.
Les musiciens ont utilisé la technique du re-recording pour enregistrer cet album. Metheny joue en effet plusieurs parties de guitares (électriques et acoustiques) et de basse. Mays joue pour sa part plusieurs parties de claviers et d'autoharpe.
Il existe par contre une version « live » (sans re-recording) du morceau As Falls Wichita, So Falls Wichita Falls sur l'album Travels (ECM, 1982).

## À propos de l'album
September Fifteenth est une référence au 15 septembre 1980, date de décès du pianiste Bill Evans, qui a eu lieu pendant l'enregistrement du disque. Pat Metheny et Lyle Mays le citent comme une influence majeure.
Un extrait du morceau As Falls Wichita, So Falls Wichita Falls (passage du « compte à rebours ») est utilisé depuis 1988 pour la publicité du parfum Fahrenheit de Christian Dior.
Des extraits de September 15th et It's for you ont été utilisés pour la bande originale du film Fandango (1985) de Kevin Reynolds.

## Titres
Toute la musique est composée par Pat Metheny et Lyle Mays.
| N°     | Titre                                         | Durée |
| ------ | --------------------------------------------- | ----- |
| Face 1 |                                               |       |
| 1.     | As Falls Wichita, So Falls Wichita Falls      | 20:45 |
| 2.     | Ozark                                         | 4:03  |
| 3.     | September Fifteenth (Dedicated to Bill Evans) | 7:45  |
| 4.     | It's for You                                  | 8:20  |
| 5.     | Estupenda Graca                               | 2:41  |

## Musiciens et contributeurs
- Pat Metheny - guitares, guitare basse
- Lyle Mays - piano, synthétiseur, autoharpe
- Naná Vasconcelos - berimbau, percussions, voix
- Manfred Eicher - Producteur
- Jan Erik Kongshaug - Ingénieur du son